# Magnus Grødem
Magnus Grødem (Bryne, 1998. augusztus 14. –) norvég korosztályos válogatott labdarúgó, a Molde középpályása.

## Pályafutása

### Klubcsapatokban
Grødem a norvégiai Bryne városában született. Az ifjúsági pályafutását a helyi Bryne akadémiájánál kezdte.
2015-ben mutatkozott be a Bryne másodosztályban szereplő felnőtt keretében. 2016-ban az első osztályban érdekelt Vålerenga szerződtette. A 2017-es, illetve a 2019-es szezon egy részésben az Ullensaker/Kisa csapatát erősítette kölcsönben. 2019-ben a dán Vejléhez csatlakozott.
A 2020-as szezon első felében a norvég Sandnes Ulfnál szerepelt kölcsönben. A lehetőséggel élve, 2020 őszén a Sandnes Ulfhoz igazolt. 2021. május 6-án négyéves szerződést kötött a Molde együttesével. Először a 2021. május 16-ai, Brann ellen 4–0-ra megnyert mérkőzés 82. percében, Eirik Hestad cseréjeként lépett pályára. Első gólját 2021. július 11-én, az Odd ellen hazai pályán 5–0-ás győzelemmel zárult találkozón szerezte meg.

### A válogatottban
Grødem az U17-es, az U18-as, az U19-es és az U21-es korosztályú válogatottakban is képviselte Norvégiát.

## Statisztikák
2023. július 29. szerint
| Klub                         | Szezon   | Osztály     | Bajnokság | Bajnokság | Kupa  | Kupa | Nemzetközi | Nemzetközi | Összesen | Összesen |
| Klub                         | Szezon   | Osztály     | Meccs     | Gól       | Meccs | Gól  | Meccs      | Gól        | Meccs    | Gól      |
| ---------------------------- | -------- | ----------- | --------- | --------- | ----- | ---- | ---------- | ---------- | -------- | -------- |
| Bryne                        | 2015     | OBOS-ligaen | 15        | 2         | 1     | 0    | —          | —          | 16       | 2        |
| Bryne                        | 2016     | OBOS-ligaen | 16        | 4         | 2     | 2    | —          | —          | 18       | 6        |
| Bryne                        | Összesen | Összesen    | 31        | 6         | 3     | 2    | 0          | 0          | 34       | 8        |
| Vålerenga                    | 2016     | Tippeligaen | 1         | 1         | 0     | 0    | —          | —          | 1        | 1        |
| Vålerenga                    | 2017     | Eliteserien | 5         | 1         | 1     | 1    | —          | —          | 6        | 2        |
| Vålerenga                    | 2018     | Eliteserien | 21        | 1         | 2     | 0    | —          | —          | 23       | 1        |
| Vålerenga                    | 2019     | Eliteserien | 1         | 0         | 1     | 0    | —          | —          | 2        | 0        |
| Vålerenga                    | Összesen | Összesen    | 28        | 3         | 4     | 1    | 0          | 0          | 32       | 4        |
| Ullensaker/Kisa (kölcsönben) | 2017     | OBOS-ligaen | 10        | 2         | 0     | 0    | —          | —          | 10       | 2        |
| Ullensaker/Kisa (kölcsönben) | 2019     | OBOS-ligaen | 6         | 2         | 0     | 0    | —          | —          | 6        | 2        |
| Ullensaker/Kisa (kölcsönben) | Összesen | Összesen    | 16        | 4         | 0     | 0    | 0          | 0          | 16       | 4        |
| Sandnes Ulf                  | 2020     | OBOS-ligaen | 29        | 14        | 0     | 0    | —          | —          | 29       | 14       |
| Molde                        | 2021     | Eliteserien | 19        | 1         | 5     | 4    | 3          | 0          | 27       | 5        |
| Molde                        | 2022     | Eliteserien | 27        | 7         | 2     | 3    | 11         | 0          | 40       | 10       |
| Molde                        | 2023     | Eliteserien | 17        | 4         | 5     | 4    | 0          | 0          | 22       | 8        |
| Molde                        | Összesen | Összesen    | 63        | 12        | 12    | 11   | 14         | 0          | 89       | 23       |
| Összesen                     | Összesen | Összesen    | 167       | 39        | 19    | 14   | 14         | 0          | 200      | 53       |

## Sikerei, díjai
Molde
- Eliteserien
  - Bajnok (1): 2022
  - Ezüstérmes (1): 2021

- Norvég Kupa
  - Győztes (1): 2021–22